# Dara Torres
(Dara Torres, US News, 18 dicembre 2008)
Dara Torres (Beverly Hills, 15 aprile 1967) è un'ex nuotatrice statunitense.
Specialista dello stile libero, al 2025 è l'unica nuotatrice statunitense ad aver preso parte a cinque edizioni dei Giochi olimpici estivi (nel 1984, 1988, 1992, 2000 e 2008), oltre che la nuotatrice più anziana ad aver fatto parte della squadra olimpica degli USA (ha partecipato ai giochi olimpici del 2008 all'età di 41 anni). Ha stabilito per tre volte il record mondiale sui 50 m stile libero in vasca lunga.
Le dodici medaglie conquistate ai Giochi olimpici estivi, la pongono tra gli sportivi con il maggior numero di medaglie olimpiche.

## Biografia

### Infanzia
Dara Torres nacque a Beverly Hills, in California, quinta dei sei figli di Edward Torres, imprenditore del gioco d'azzardo, e della ex modella Marylu Kauder, e crebbe a Los Angeles.
Sull'esempio dei suoi fratelli, Dara iniziò a nuotare all'età di 7 anni, per poi iscriversi alla squadra di nuoto di Culver City.
Studiò alla Westlake School for Girls (poi Harvard-Westlake School), ove proseguì nella pratica natatoria sotto la guida del tecnico Darlene Bible. Negli anni 1980 si tesserò per la Mission Viejo Nadadores (squadra natatoria della città di Mission Viejo) e fu allenata da Mark Schubert (futuro tecnico della nazionale di nuoto statunitense).

## Università
Concluse le scuole superiori, dal 1986 al 1989 la Torres si iscrisse alla University of Florida di Gainesville, gareggiando per la squadra universitaria dei Gators nelle competizioni della National Collegiate Athletic Association (NCAA), sotto la guida dell'allenatore Randy Reese. In questi anni vinse 9 titoli individuali della Southeastern Conference (SEC), di cui 3 sui 50 m stile libero (1987, 1988, 1989), 3 sui 100 m stile libero (1987, 1988, 1989), 1 sui 200 m stile libero (1987) e 2 sui 100 m delfino (1988, 1989); fece anche parte delle staffette Fu nominata atleta dell'anno della sua conference nel 1988, nuotatrice dell'anno nel 1987 e nel 1989, e conquistò 28 menzioni All-American per il nuoto. Date le regole allora vigenti nella NCAA, nel quinto ed ultimo anno di università non poté essere schierata nelle squadre di nuoto; decise pertanto di praticare la pallavolo.
Sempre durante l'esperienza universitaria partecipò ai mondiali di Madrid 1986, vincendo l’argento nella staffetta 4×100 m stile libero.
stile libero
La Torres concluse l'università con un bachelor's degree in telecomunicazioni nel 1990; nel 1999 fu introdotta nella Hall of Fame universitaria.

## Olimpiadi

### 1984
Convocata per i Giochi della XXIII Olimpiade di Los Angeles, Dara Torres fu inserita nella staffetta 4×100 m stile libero, che conquistò la medaglia d'oro. Le compagne di squadra erano Nancy Hogshead, Jenna Johnson e Carrie Steinseifer, più le riserve Jill Sterkel e Mary Wayte che gareggiarono solo nel secondo turno di qualificazione.

### 1988
Ai Giochi della XXIV Olimpiade di Seul, la Torres prese parte ad una gara individuale e due staffette. Vinse il bronzo nella staffetta 4×100 m stile libero, insieme a Mitzi Kremer, Laura Walker e Mary Wayte e l'argento nella staffetta 4×100 m mista, in cui nuotò solo nelle qualificazioni. Si piazzò infine settima sui 100 m stile libero.

### 1992
Per i Giochi della XXV Olimpiade di Barcellona, Dara Torres partecipò ad un solo evento: la staffetta 4x100 stile libero, insieme a Nicole Haislett, Angel Martino e Jenny Thompson, vincendo l'oro.

### 2000
Dopo aver saltato i giochi del 1996, giochi della XXVII Olimpiade di Sydney furono i più prodighi di risultati per Dara Torres, che conquistò in tutto cinque medaglie. Nuotò la seconda frazione della vittoriosa staffetta 4×100 m stile libero, in squadra con Amy Van Dyken, Courtney Shealy e Jenny Thompson. La seconda medaglia d'oro arrivò nella staffetta 4×100 m mista, in squadra con B.J. Bedford, Megan Quann e Jenny Thompson. Dara vinse poi un bronzo individuale sui 50 m stile libero, the 100 m farfalla e i 100 m stile libero (quest'ultimo ex aequo con Jenny Thompson).
A 33 anni risultò l'atleta più longeva della squadra statunitense, ma anche la più medagliata.

### 2008

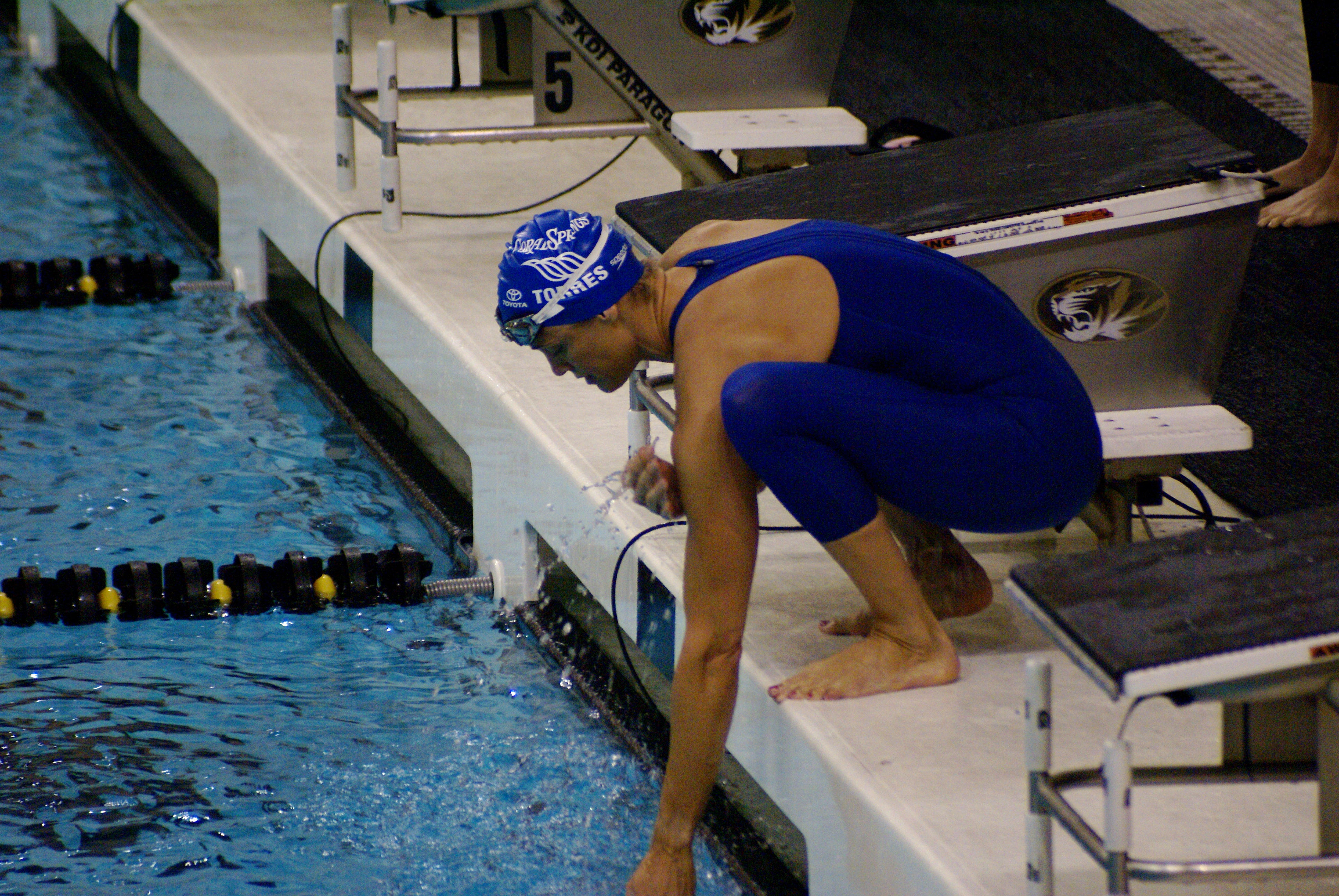
Dara Torres al Missouri Grand Prix del 2008

Dara Torres si presentò ai trials statunitensi di qualificazione ai Giochi della XXIX Olimpiade, riuscendo ad ottenere il "pass" per la gara dei 50 m stile libero ed abbassando il record nazionale sulla distanza a 24"25. Il 7 luglio non si schierò al via dei 100 m stile libero, per focalizzarsi sulla singola vasca. Il 30 luglio fu nominata capitano della squadra femminile di nuoto statunitense, insieme ad Amanda Beard e Natalie Coughlin.
Per prevenire speculazioni su un possibile uso da parte sua di pratiche di doping, la Torres si sottopose volontariamente a controlli approfonditi e rese note le sue tecniche di allenamento.
A Pechino, Dara Torres vinse l'argento nella staffetta 4×100 m stile libero. Questa fu la sua quinta medaglia nella gara.
Il 17 agosto 2008, all'età di 41 anni e 125 giorni, vinse l'argento sui 50 m stile libero, abbassando il record nazionale a 24"07, distaccata di solo 1 centesimo di secondo dalla vincitrice Britta Steffen. Poco più di mezz'ora dopo, vinse un ulteriore argento nella staffetta 4×100 m mista, nuotando la sua frazione in soli 52"27 (la vasca più veloce mai nuotata nella storia della gara).
Con dodici medaglie vinte, Dara Torres divenne la nuotatrice statunitense più medagliata nella storia delle Olimpiadi; Natalie Coughlin avrebbe eguagliato il suo record nel 2012.

## 2009: trials e mondiali
Ai trials nazionali del 2009, la Torres vinse i 50 m stile libero e si piazzò in finale sui 50 m farfalla, qualificandosi in entrambi i casi per i mondiali di Roma. Nella piscina del Foro Italico concluse all'ottavo posto i 50 m stile libero e non passò le batterie nei 50 m farfalla.

## 2012: il ritiro
Nel 2010 la Torres si fece operare a seguito di un infortunio al ginocchio; nel settembre 2010 annunciò di volersi preparare alle qualificazioni per i giochi della XXX Olimpiade a Londra. Ai trials olimpici di quell'anno si piazzò quarta sui 50 m stile libero, distaccata di 9 centesimi dall'ultima delle qualificate, Kara Lynn Joyce. A seguito di questo risultato decise dei concludere la sua ultra trentennale carriera.

## Palmarès
- Olimpiadi

Los Angeles 1984: oro nella 4x100m sl.
Seul 1988: argento nella 4x100m misti e bronzo nella 4x100m sl.
Barcellona 1992: oro nella 4x100m sl
Sydney 2000: oro nella 4x100m sl e nella 4x100m misti, bronzo nei 50m sl, nei 100m sl e nei 100m farfalla.
Pechino 2008: argento nei 50m sl, nella 4x100 sl e nella 4x100m misti.
- Mondiali

Madrid 1986: argento nella 4x100m sl.
- Giochi PanPacifici

Brisbane 1987: oro nei 100m sl, nella 4x100m sl e nella 4x100m misti.
- Giochi panamericani

Caracas 1983: oro nella 4x100m sl.